# Mount Kuring-Gai, New South Wales
Mount Kuring-Gai este o suburbie în Sydney, Australia.